# Горнолыжный подъёмник

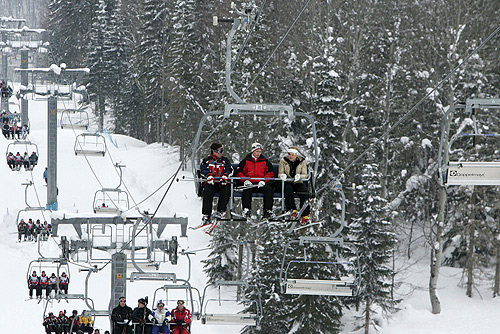
Четырёхместный кресельный подъёмник на хребте Псехако в Красной Поляне, Сочи

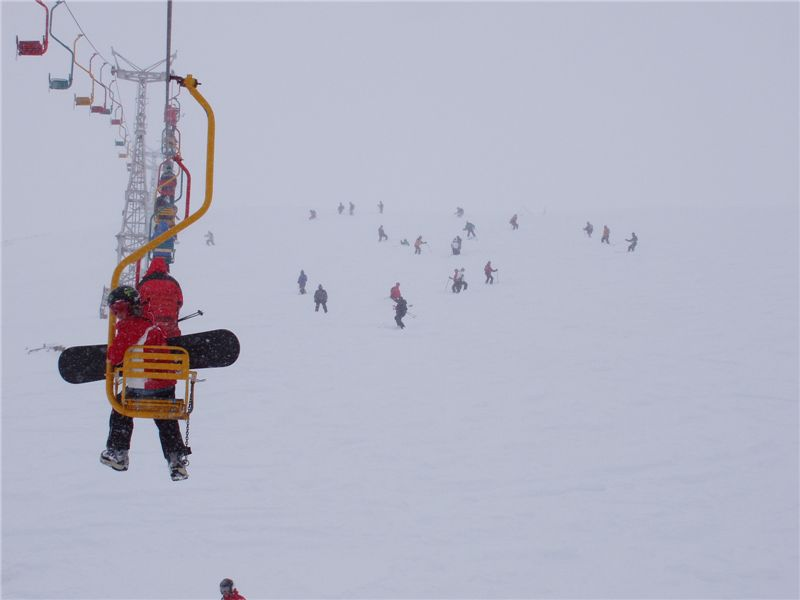
Однокресельный подъёмник на Чегете

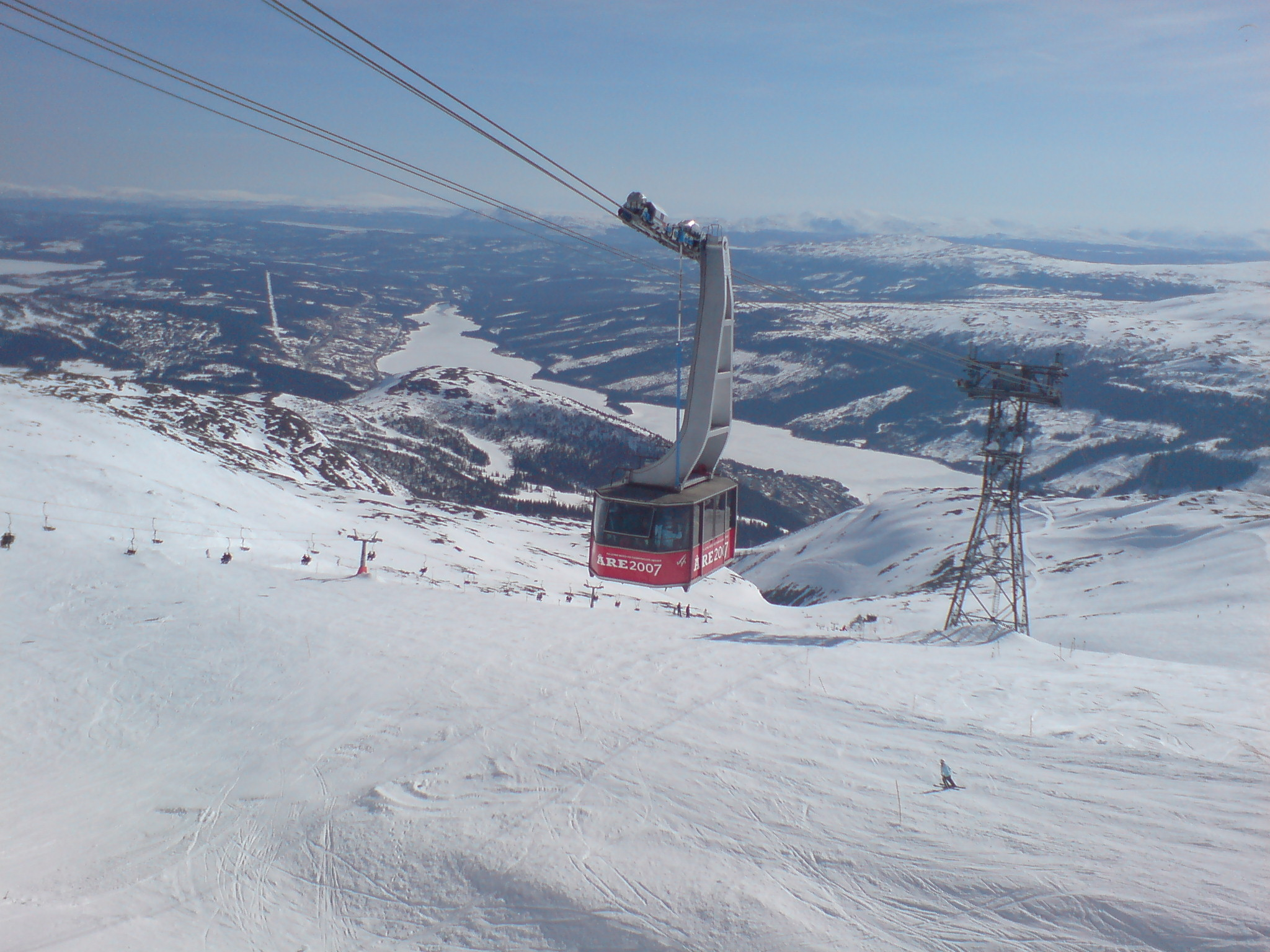
Маятниковая канатная дорога в Оре (Åre), Швеция

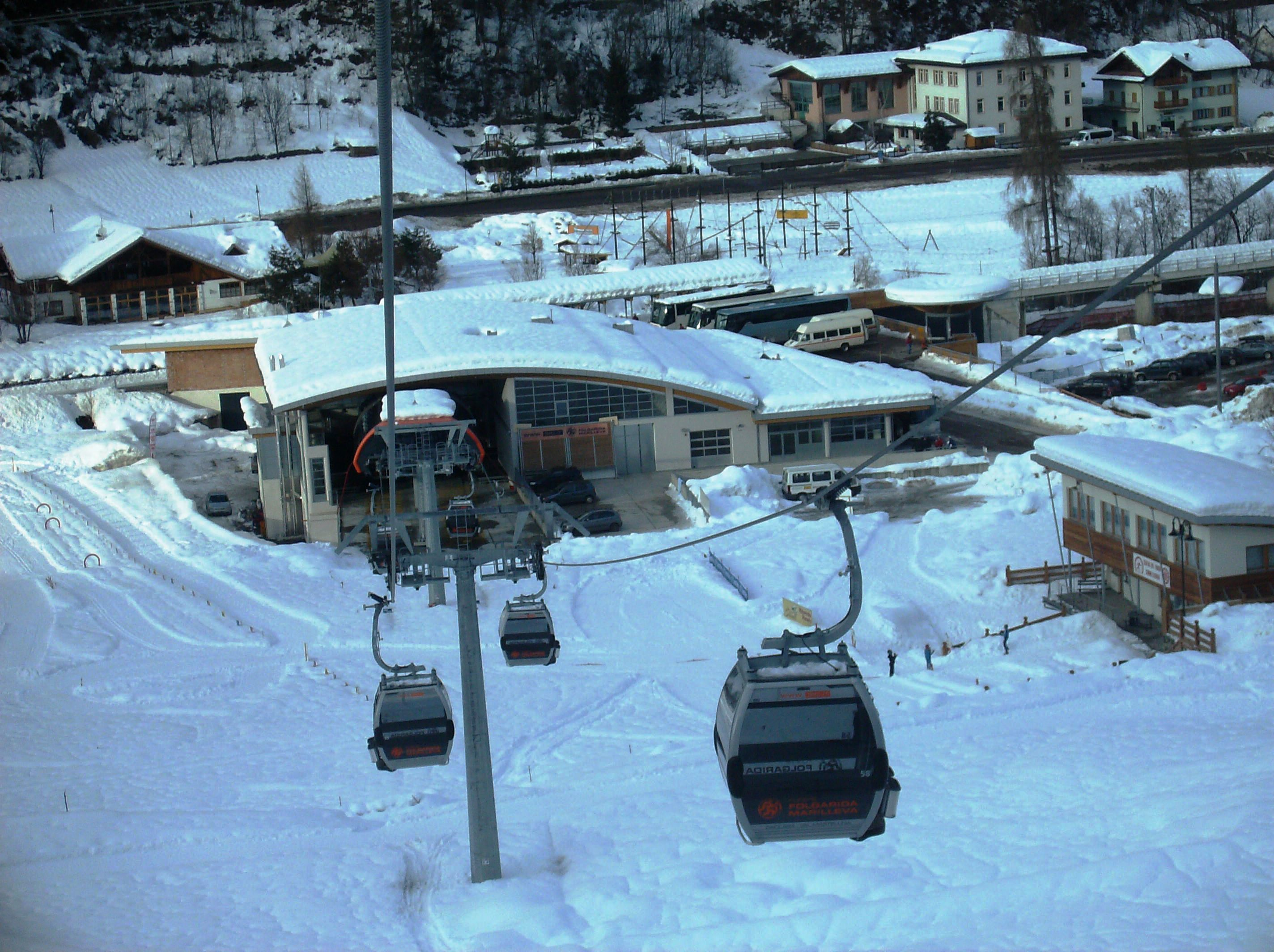
Горнолыжный подъёмник гондольного типа в Даолаза, Тренто, Италия

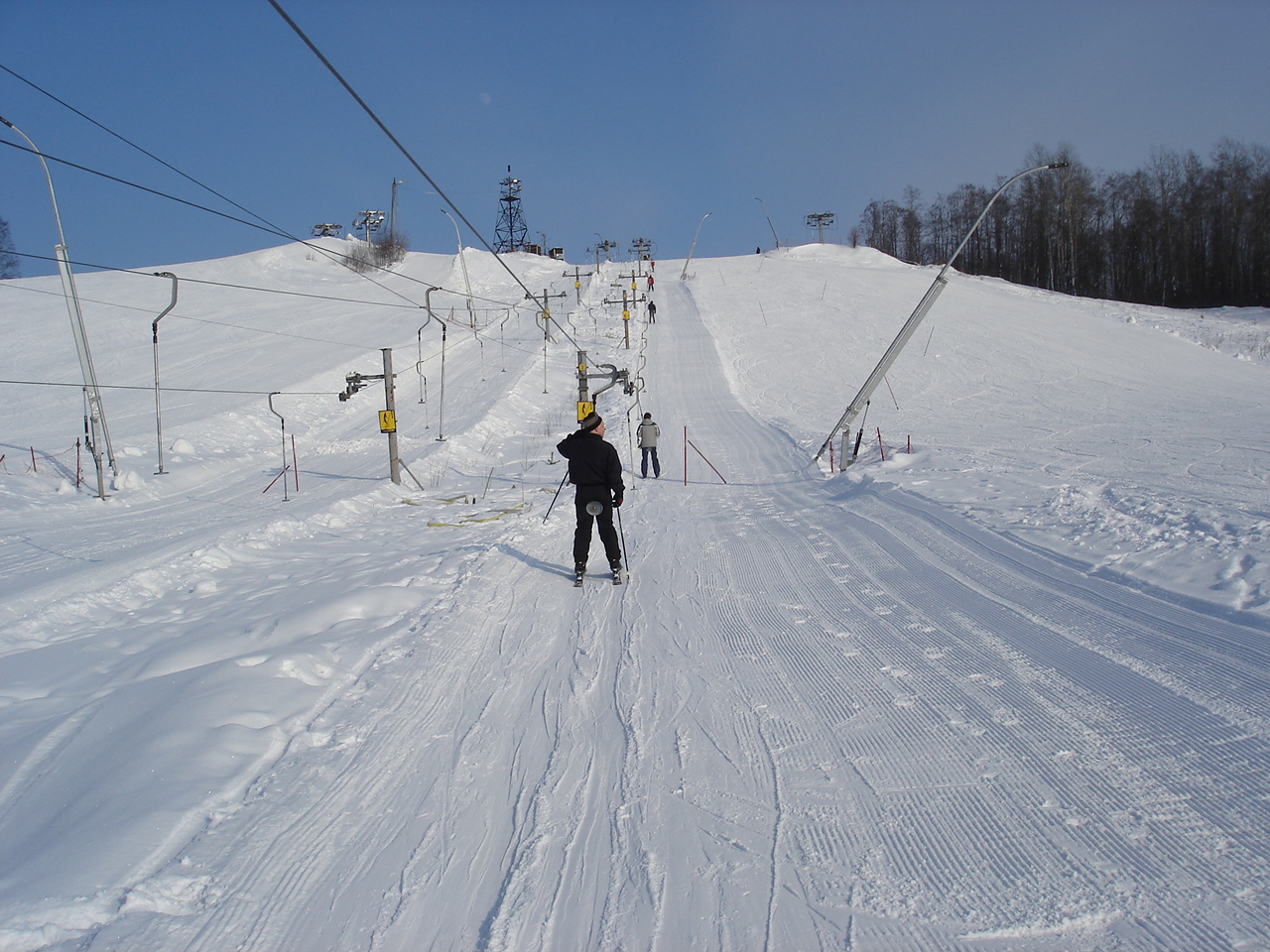
Бугельный подъёмник в Охта-парке

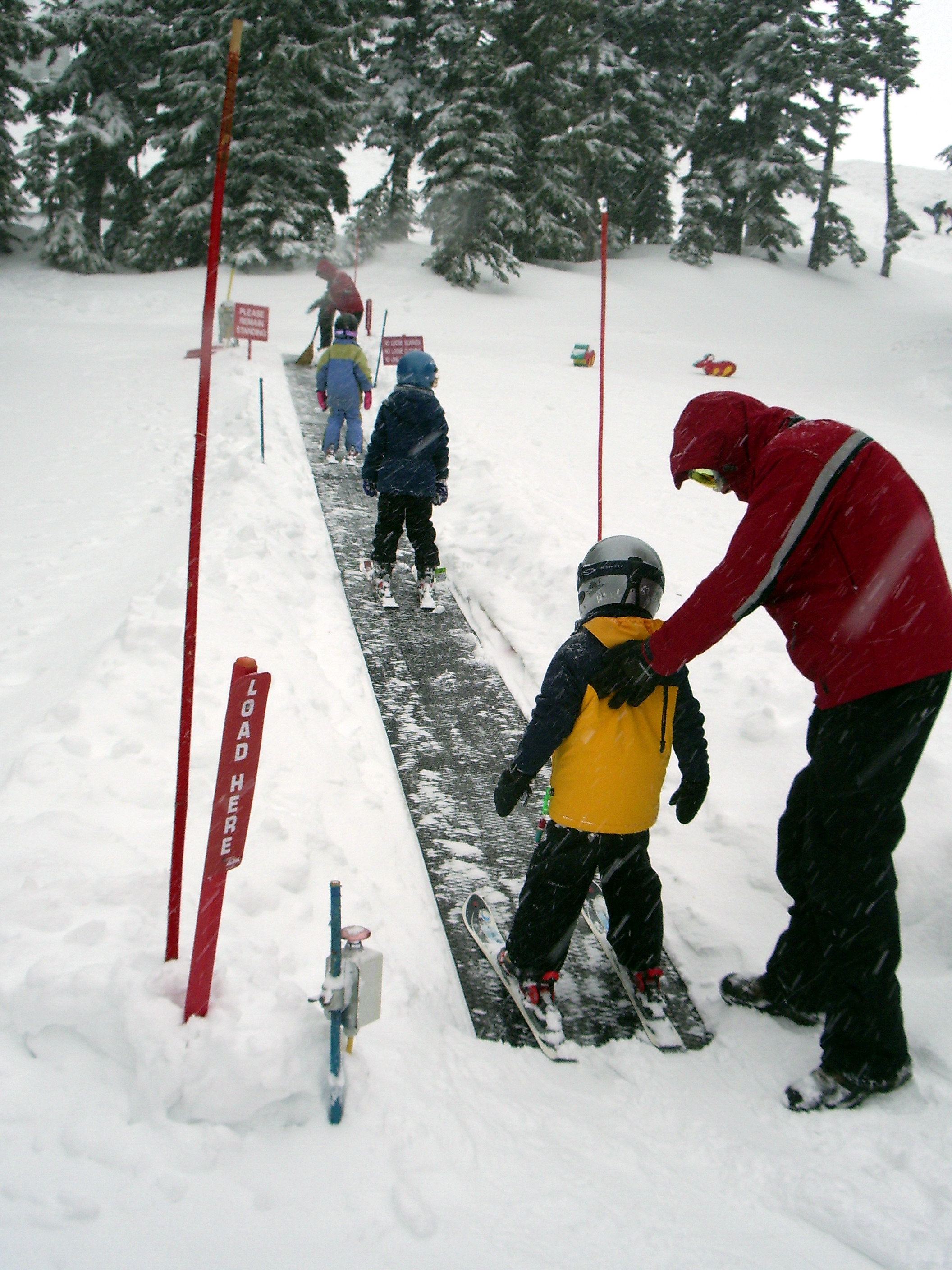
Конвейерный подъёмник — «волшебный ковёр»

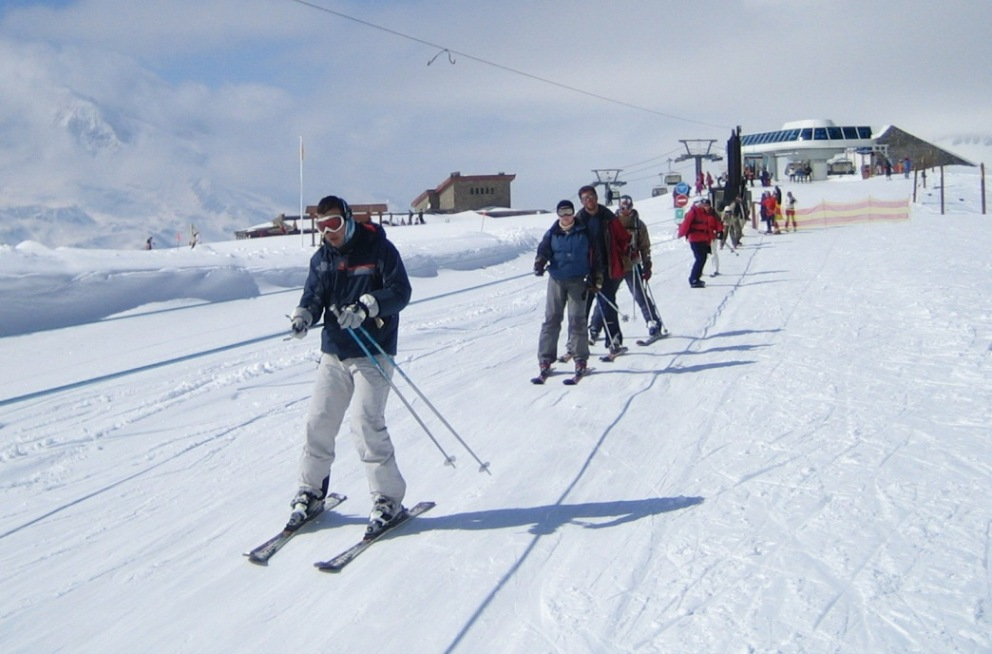
Подъём с помощью движущегося троса

Горнолы́жный подъёмник — техническое сооружение в горной местности, предназначенное для подъёма горнолыжников и сноубордистов к месту начала спуска. Используется также для подъёма и спуска туристов.
Различают два основных класса горнолыжных подъёмников:
- Воздушные — подъёмники, с помощью которых осуществляется подъём людей в кабинах или креслах, подвешенных к тросу, с отрывом от земной поверхности.
- Наземные — подъёмники, с помощью которых осуществляется подъём людей без отрыва от земной поверхности.

## Воздушные подъёмники
В зависимости от того, каким образом люди с помощью подъёмника перемещаются по воздуху, различают:
- Кресельные подъёмники
- Подъёмники гондольного типа
- Комбинированные подъёмники

### Кресельные подъёмники
На кресельных подъёмниках люди поднимаются в креслах, которые постоянно прикреплены к тросу. Посадка и высадка производится без остановки движения кресел.
Первый кресельный подъёмник появился в конце 1930-х годов в США на курорте Сан-Валли в Айдахо, когда у промышленника Аверелла Гарримана появилась идея, и он поручил её разработку инженеру Юнион Пасифик Джеймсу Каррану. За основу была взята система погрузки бананов на корабли, с которой Карран имел дело будучи в тропиках. В 1937 году кресельный подъёмник был запатентован.
В зависимости от количества мест в подвешенных к тросу кресел различают
|  | одноместные подъёмники                   |
|  | двухместные (парнокресельные) подъёмники |
|  | трёхместные подъёмники                   |
|  | четырёхместные подъёмники                |
|  | шестиместные подъёмники                  |
|  | восьмиместные подъёмники                 |

### Гондольные подъёмники
Различают два типа воздушных подъёмников гондольного типа:
- Маятниковые (двустороннего движения)
- Одностороннего движения.

#### Маятниковые воздушные подъёмники
В маятниковых подъёмниках движение кабины, постоянно прикреплённой к тросу, производится в обе стороны. На прямой и обратной ветке троса постоянно подвешены две кабины, которые при движении по основному несущему тросу двигаются навстречу друг другу. Подходя к причальной платформе кабины замедляют ход и останавливаются для высадки и посадки людей.

#### Воздушные подъёмники одностороннего движения
В данного типа подъёмниках движение подвешенных к тросу кабин (гондол) осуществляется все время в одну сторону аналогично кресельным подъёмникам. Количество одновременно движущихся гондол зависит от длины троса. Для посадки и высадки людей существует специальное устройство, замедляющее движение кабины в зоне высадки и посадки.

## Наземные подъёмники

### Бугельные подъёмники
В данном типе подъёмника движение горнолыжника вверх производится на бугеле, который крепится к тросу. Бугели бывают разного типа:
- в виде Т-образной перекладины
- в виде тарелки

На Т-образной перекладине возможно движение вдвоём. На тарелкообразной, круглой перекладине сидит один человек.
В месте посадки горнолыжник берётся рукой за бугель и садится на перекладину, стоя на лыжах. За счёт движения троса его начинает тащить вверх. При подъёме к месту высадки он отпускает бугель и отходит в сторону

### Ленточный подъёмник
Данный подъёмник представляет собой ленточный конвейер — движущуюся гибкую дорожку (англ. Magic Carpet - "волшебный ковёр"). Для данного подъёмника не требуются опоры. Это устройство для подъёма горнолыжников используется в качестве детского подъёмника или в закрытых помещениях при некрутом подъёме. Данным подъёмником могут пользоваться не только лыжники и сноубордисты, но и люди, катающиеся на санках.
Самый длинный в мире ленточный подъёмник длиной 243 м и шириной 600 мм сооружен в немецком городе Виллингене, Зауэрланд.

### Движущийся канат
Иногда на некрутых, недлинных склонах используются движущиеся канаты (тросы). Подъём производится захватом руками этого каната на лыжах аналогично бугельному подъёмнику. Недостатком такого подъёмника является то, что нужны дополнительные усилия для того, чтобы удержаться за канат в процессе движения.

Для облегчения подъёма на таких канатах также используется бугель, который каждый носит с собой и цепляет за канат в начале движения. Либо используются небольшие перекладины, прикрепленные к канату, упрощающие удержание в процессе подъёма.

## Галерея

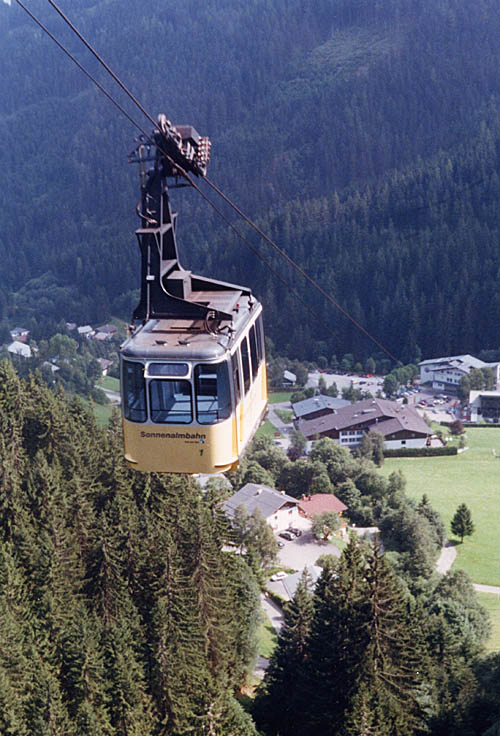
Маятниковая канатная дорога в Целль-ам-Зее в австрийских Альпах
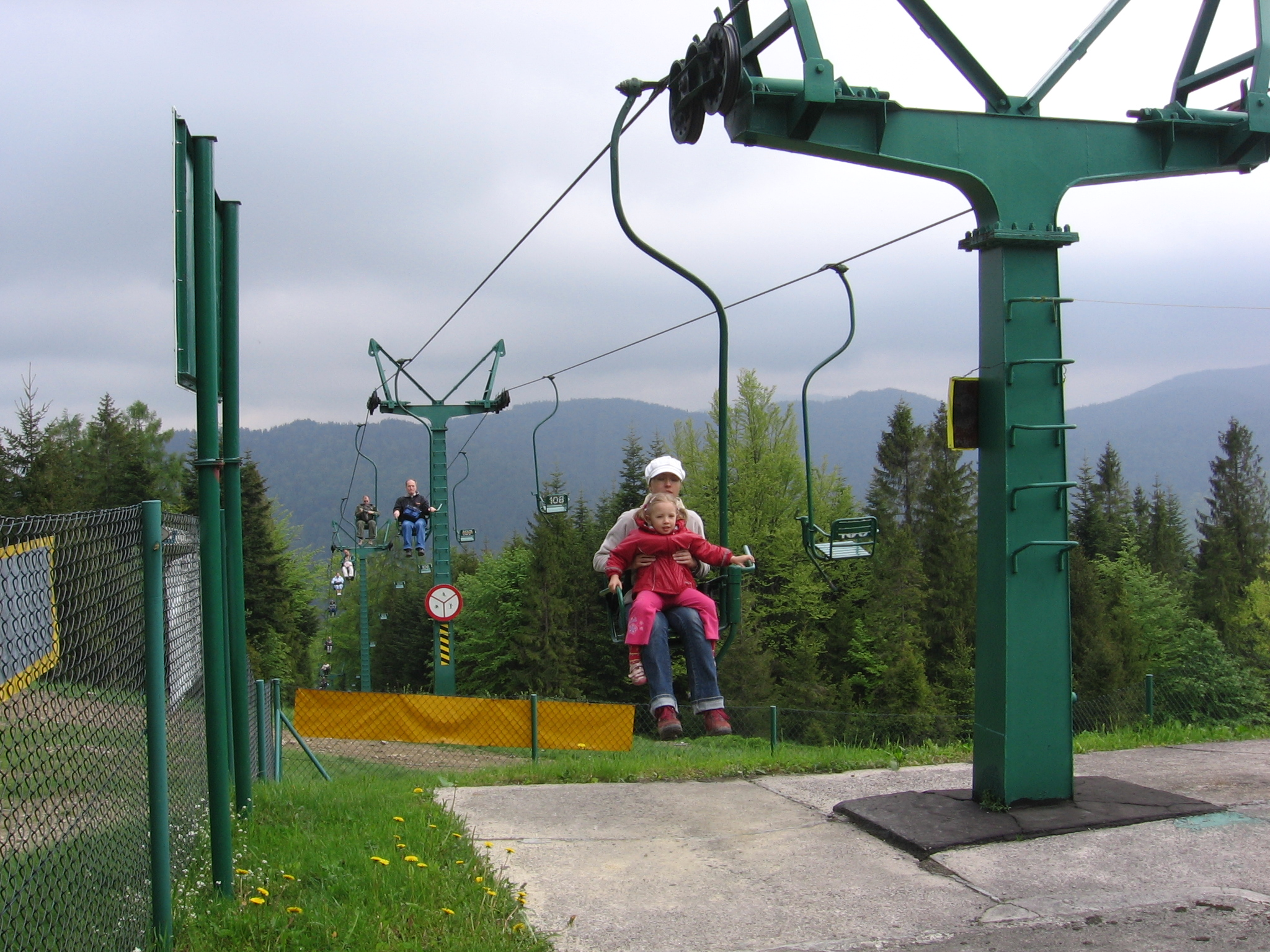
Однокресельный подъёмник
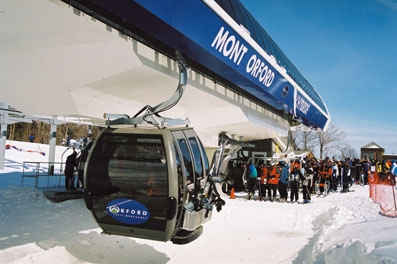
Подъёмник гондольного типа
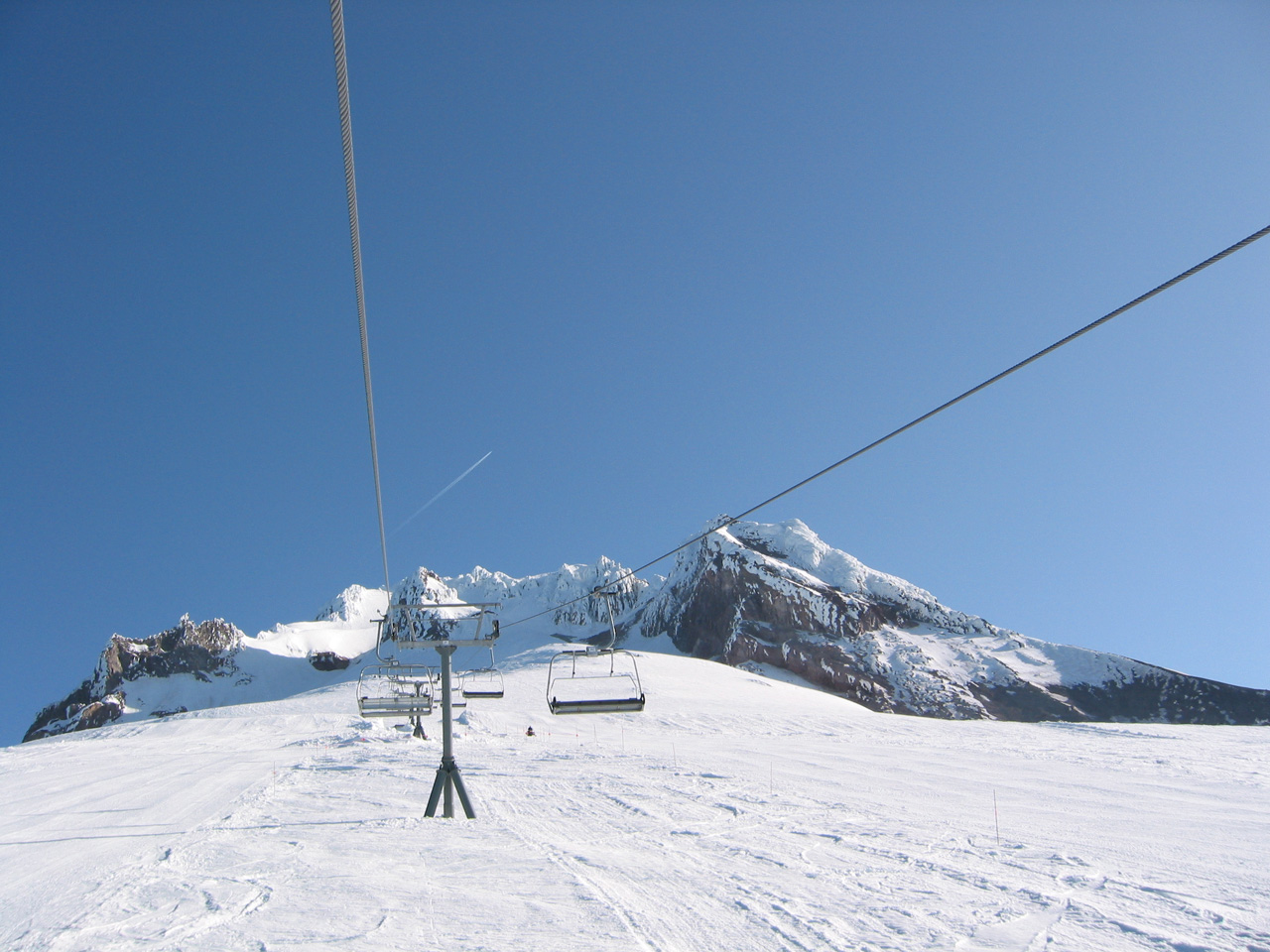
Кресельный горнолыжный подъёмник
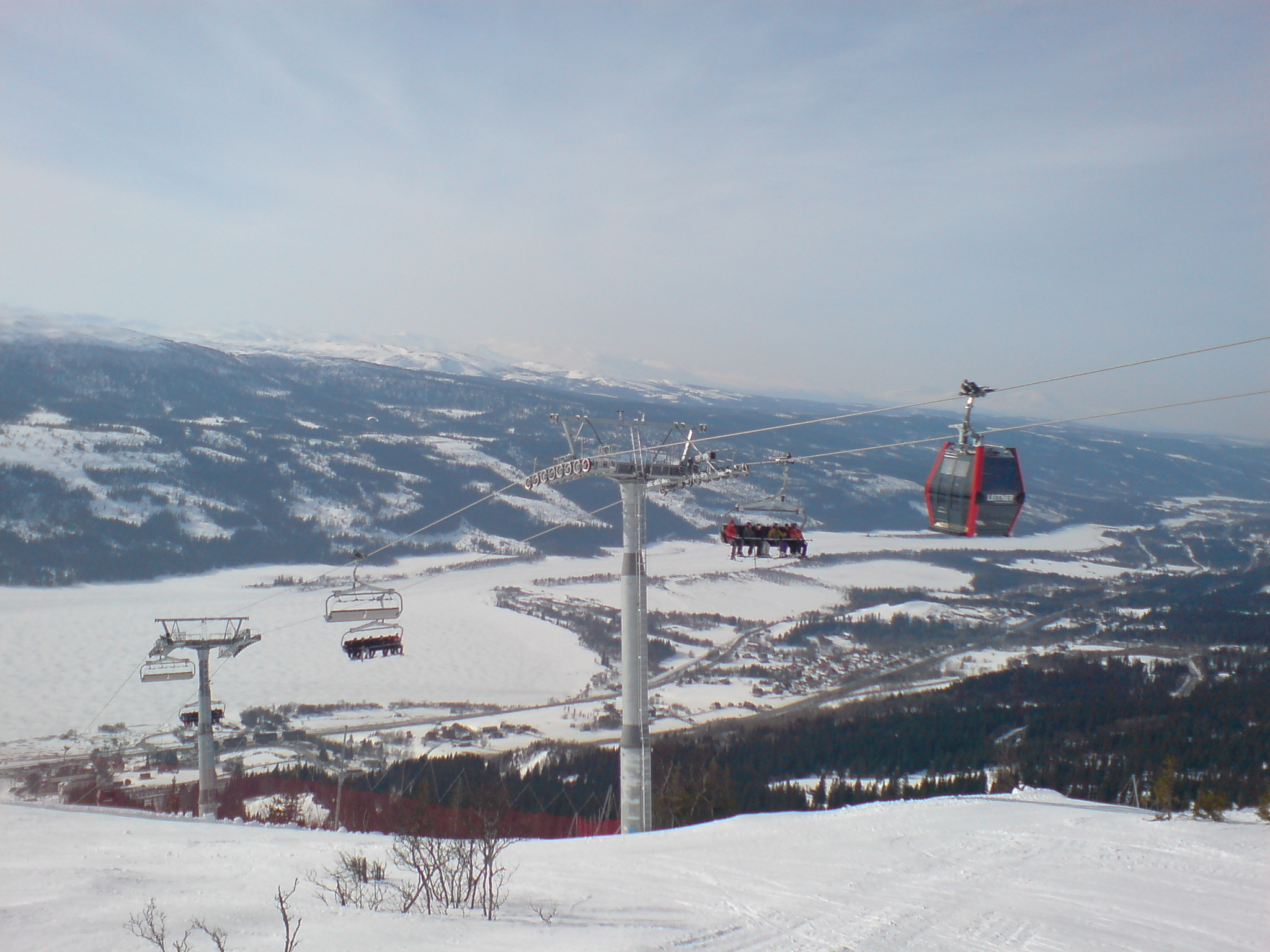
Восьмиместный кресельный подъёмник в Оре, Швеция
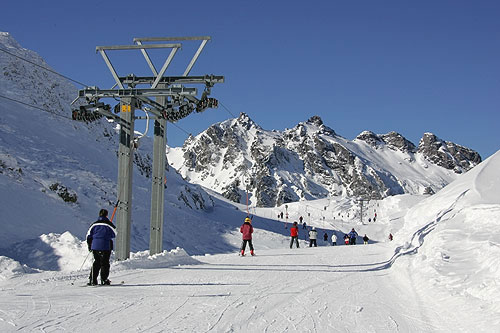
Бугельный подъёмник в Mt. Pizol, Швейцария
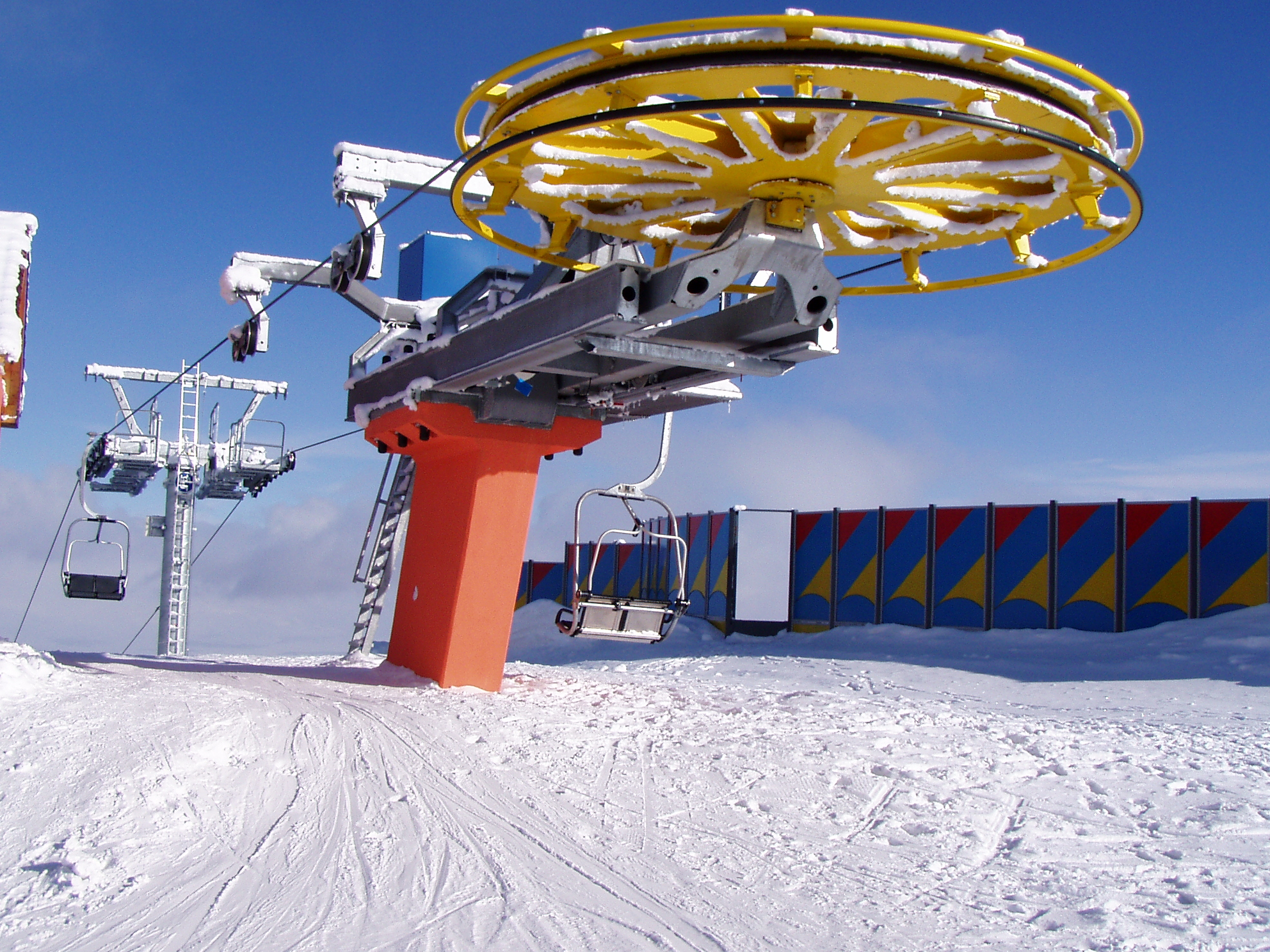
Верхняя станция горнолыжного подъёмника в Цахкадзоре, Армения
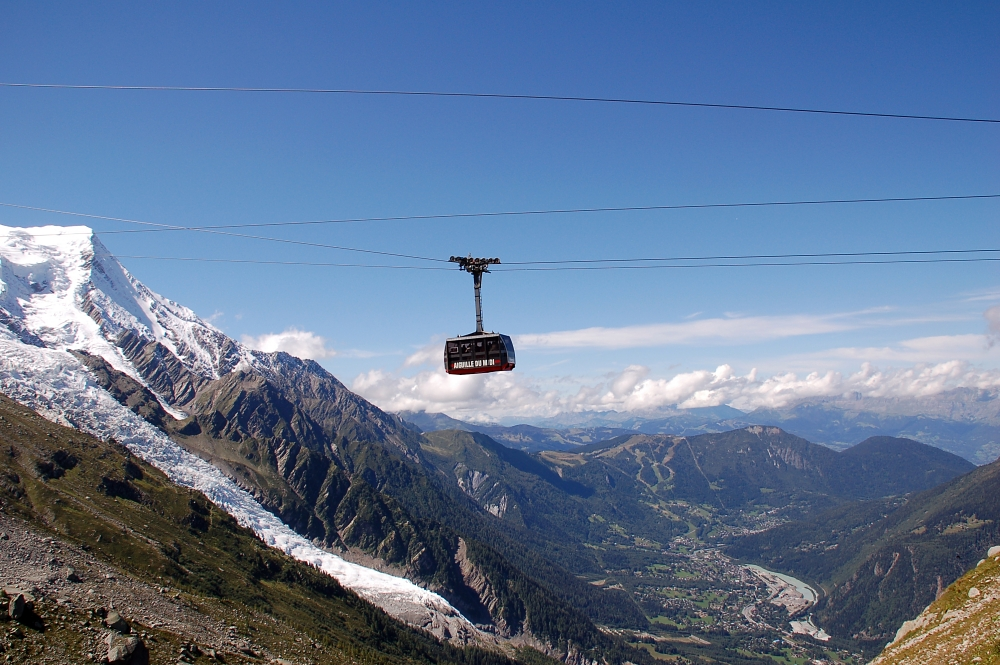
Канатная дорога из Шамони на Эгюий-дю-Миди